# Белозубка Тора
Белозубка Тора (лат. Scutisorex thori) — вид землероек, обнаруженный в Демократической Республике Конго. Как и родственный ей вид — угандская белозубка-броненоска — обладает специфическим строением скелета и, в частности, позвоночника, позволяющим зверьку выдерживать нагрузку, на порядки превосходящую собственный вес.
Вид получил своё научное название в честь бога Тора.